# Meioneta obscura
Meioneta obscura là một loài nhện trong họ Linyphiidae.
Loài này thuộc chi Meioneta. Meioneta obscura được J. Denis miêu tả năm 1950.